# Système tripartite éducatif au Royaume-Uni
Le système tripartite d'éducation fut un système éducatif existant en Angleterre et au pays de Galles de 1944 aux années 1970 et en Irlande du Nord de 1947 à 2009. Il fut mis en place par le Education Act 1944, ou loi Butler, d'après Rab Butler, le ministre conservateur de l'éducation d'alors. Alors que le système éducatif était disparate suivant les régions, géré par les collectivités locales et avec de  fortes inégalités de financement, la loi créa un système unifié avec trois types d'établissement : les Grammar Schools, équivalent des lycées classiques et modernes destinés à poursuivre des études longues, les Secondary Technical Schools (écoles secondaires techniques) et les Secondary Modern Schools (écoles secondaires professionnelles). La loi rendit également l'école obligatoire jusqu’à seize ans.

## Origine
Avant 1944, le système éducatif britannique était inégal selon les régions, les écoles étaient gérées par des collectivités locales et des fondations privées ou religieuses, les subventions étaient irrégulières et donc les familles étaient très sollicitées.
En 1938, seulement 13 % des enfants de classe ouvrière étaient à l'école à 13 ans.
Il y avait une forte croyance dans la psychométrie et, d'après l'expérience de la France, de l'Italie, de l'Allemagne et de la Suède, certains pensaient que répartir les élèves entre filières après l'instruction élémentaire sur la base de tests était une bonne idée.
En 1944, la loi Butler rendit l'instruction obligatoire jusqu’à seize ans.

## Fonctionnement

### Trois types d'établissement
Les trois types d'établissements qui furent établis d'après cette loi sont :
- Les Grammar schools, l'équivalent des lycées classiques et modernes et qui ouvraient la voie aux études supérieures ; elles étaient souvent mieux financées.
- Les écoles secondaires techniques, ou Secondary Technical Schools (en), avaient pour but de former des techniciens; peu de ces écoles furent construites en raison de l'opposition de syndicats estimant que la formation professionnelle était de leur ressort et du manque de ressources[Note 1].
- Les écoles secondaires modernes, ou Secondary modern schools (en), avaient pour objectif une professionnalisation rapide de leurs élèves[Note 2].

Les public schools existaient parallèlement à ce système mais étaient proches des grammar schools de par leur programmes.

### Répartition: leEleven Plus
La ventilation entre Grammar Schools et écoles secondaires modernes était effectuée à l'aide d'un examen, passé à 11 ans en dernière année d'école primaire comportant un sujet d’arithmétique, d'écriture et de logique ainsi qu'une partie de psychométrie.
Bien qu'au début les sujets se soient vu reprocher d’être conçus pour les membres des classes supérieures, prenant comme exemples les questions posées sur les fonctions effectuées par les domestiques dans une maison, ces biais disparurent au fur et à mesure des années.
L'un des problèmes auquel les cadres éducatifs durent faire face fut la mauvaise répartition des places en grammar schools, causé par la négligence éducative, durant plusieurs années, dans le Nord de l'Angleterre; bien que des travaux furent entrepris pour construire des places, en 1963 33 % des jeunes Gallois avaient des places en grammar school, pour seulement 22 % d'élèves de la région de l'Est; de plus, bien que les filles obtenaient de meilleurs résultats, il y avait plus de places pour les garçons que pour les filles.

## Histoire

### Chronologie
En raison de problèmes logistiques, le système fut pleinement implémenté en 1951, à l'exception des écoles secondaires techniques, qui souffrirent d'un manque de moyens ainsi que de personnel qualifié, faisant ainsi du eleven plus un simple test binaire séparant les perdants et les gagnants, fournissant un argument pour sa suppression.
En 1963 parut le rapport Newsom (en) sur les écoles secondaires modernes, qui conclut au mauvais état ainsi qu'au manque de moyen de ces écoles.

### Suppression

#### Motifs
En 1958, le sociologue Michael Young publia un roman d'anticipation, The Rise of the Meritocracy, se déroulant en 2033, montrant une société divisée en une élite et ses serfs; cette même année, le leader travailliste Hugh Gaitskell appela à l'abolition des écoles secondaires modernes et à une « éducation de grammar school pour tous ».
Dès 1949, certains districts scolaires, parmi les moins peuplés, avaient établi des collèges uniques.
Après la parution du rapport Newsom (en), l'idée que tous les élèves britanniques du secondaire devaient bénéficier d'une éducation de grammar school fit son chemin dans la tête des principaux décideurs ainsi que de la population. 

#### La «circulaire 10/65»
La circulaire 10/65 (en), promulguée en 1965 par Anthony Crosland, alors ministre de l'éducation, demanda aux districts scolaires de fusionner leurs écoles secondaires en une comprehensive school, ou collège unique.
Bien qu'en théorie le texte parlait de « faire requête », le ministère de l'éducation, par une circulaire subséquente, refusa tout crédit pour la construction de nouvelles écoles secondaires, rendues nécessaires par le baby boom, si l'école en question n'était pas non-sélective.

#### Destin desgrammar schools
Les grammar schools connurent des destins divers et variés :
- Quelques-unes furent fermées
- La majorité devinrent des comprehensive schools ou s'amalgamèrent avec d'autres écoles secondaires
- Parmi les 179 direct-grant grammar schools[Note 4] dissoutes par le Direct Grant Grammar Schools (Cessation of Grant) Regulations 1975, 51 devinrent comprehensive, 119 devinrent totalement privées et cinq, qui furent refusées par le système public, devaient être fermées ou totalement privées.
- Enfin 164 restèrent telles quelles et n'acceptant leurs élèves que sur la base d'un examen.

### Années 1970
En juin 1970, après l'élection d'un gouvernement conservateur, Margaret Thatcher abrogea les circulaires 10/65 et 10/66 et laissa le choix aux districts locaux pour l'organisation de leur système d'enseignement secondaire par la circulaire 10/70 (en).
En 1974, les travaillistes reprirent le pouvoir et promulguèrent la circulaire 4/74 réaffirmant leur engagement en faveur du collège unique ; le 1976 Education Act interdit ensuite toute sélection des élèves sur la base de leurs aptitudes scolaires.
Les tories maintinrent le statu quo durant les années 80 et, lorsque le Labour reprit le pouvoir, et bien que David Blunkett ait déclaré en 1995, lors d'une conférence de presse, qu'il n'y aurait pas de sélection sous un gouvernement travailliste, le programme final promettait de déléguer ces choix aux districts locaux, intention confirmée par Tony Blair qui entendait maintenir le statu quo.
Bien que le School Standards and Framework Act 1998 interdît la création de nouvelles écoles totalement sélectives, la décision de maintenir ou de fermer les grammar schools existantes fut dévolue aux districts scolaires dans les deux cas de figure suivants :
- dans les zones où les grammar schools étaient la norme, une pétition rassemblant au moins 20 % des parents d'élèves de toutes les écoles était nécessaire ;
- si les grammar schools n'étaient pas répandues, alors seuls les parents d'élèves d'écoles fournissant ces grammar schools étaient admis à voter.

#### En Irlande du Nord
En 1971, il fut proposé de mettre en place le collège unique en Irlande du Nord mais la promulgation du Direct Rule par le Northern Ireland (Temporary Provisions) Act 1972 à la suite du conflit nord-irlandais interrompit ce projet.
Jusqu'en 1989, les 69 grammar schools avaient autorisation de sélectionner leurs étudiants sur la base du eleven plus ; après, elles devaient remplir toutes leurs places, par ordre de performance à l'examen, et, parallèlement, le nombre de places dans les écoles augmenta.
En 2004, il fut décidé de mettre fin au eleven plus, et le dernier eleven plus eut lieu en 2008 pour la rentrée 2009 ; l'âge de la différenciation fut alors porté à 14 ans, avec possibilité de transferts.
Ce système était principalement soutenu par les unionistes alors que les nationalistes souhaitaient sa suppression.

## Vestiges

### Systèmes éducatifs locaux

Comtés et aires de recrutement des grammar schools restantes.

Il reste aujourd'hui 164 grammar schools totalement financées par l’État et totalement sélectives, et éduquant 4 % des élèves.
Les districts concernés ont soit, comme à Kent, conservé intégralement le système tripartite, par l'entretien de grammar schools prenant près d'un quart des élèves de primaire, soit simplement établi une école destinée à des élèves dits d'élite et fonctionnant dans un système général de non-différenciation des parcours.
L'effectif des grammar schools est en extinction : il est impossible d'en créer de nouvelles mais la fermeture de celles existantes est légale sur la base d'un référendum local ; le seul référendum organisé fut pour la fermeture de la Ripon Grammar School (en), qui fut refusée aux deux tiers des bulletins émis.

### Opinions politiques
- Le parti travailliste est généralement opposé à l'introduction de la sélection dans le secondaire[Note 6] ;
- Le parti conservateur est généralement bien disposé envers les grammar schools[9] ;
- Les libéraux-démocrates n’ouvriront ni ne fermeront de grammar schools ;
- L’UKIP[10] et le parti national britannique (British National Party)[11] sont pour la création de nouvelles grammar schools ;
- Le parti vert de l'Angleterre et du pays de Galles est pour la suppression des grammar schools[12].
- En Irlande du Nord[13] :
  - Les partis nationalistes tels que le Parti social-démocrate et travailliste sont généralement opposés à la sélection dans le secondaire
  - Les partis loyalistes sont généralement favorables à la sélection